# Donji Kozji Dol
Donji Kozji Dol (izvirno srbsko Доњи Козји Дол) je naselje v Srbiji, ki upravno spada pod Občino Trgovište; slednja pa je del Pčinjskega upravnega okraja.

## Demografija
V naselju živi 198 polnoletnih prebivalcev, pri čemer je njihova povprečna starost 31,7 let (30,8 pri moških in 32,7 pri ženskah). Naselje ima 93 gospodinjstev, pri čemer je povprečno število članov na gospodinjstvo 3,13.
To naselje je, glede na rezultate popisa iz leta 2002, večinoma srbsko, a v času zadnjih 3 popisov je opazen porast števila prebivalcev.
|  |

| Demografija | Demografija     | Demografija     |
| Leto        | Št. prebivalcev | Št. prebivalcev |
| ----------- | --------------- | --------------- |
|             |                 |                 |
|             |                 |                 |
|             |                 |                 |
|             |                 |                 |
| 1948        | 564             |                 |
| 1953        | 564             |                 |
| 1961        | 475             |                 |
| 1971        | 327             |                 |
| 1981        | 264             |                 |
| 1991        | 270             | 270             |
| 2002        | 295             | 291             |
|             |                 |                 |

| Etnična sestava po popisu iz leta 2002 | Etnična sestava po popisu iz leta 2002 | Etnična sestava po popisu iz leta 2002 | Etnična sestava po popisu iz leta 2002 | Etnična sestava po popisu iz leta 2002 |
| -------------------------------------- | -------------------------------------- | -------------------------------------- | -------------------------------------- | -------------------------------------- |
| Srbi                                   | Srbi                                   |                                        | 280                                    | 96,21%                                 |
| Makedonci                              | Makedonci                              |                                        | 10                                     | 3,43%                                  |
| Neznano                                | Neznano                                |                                        | 1                                      | 0,34%                                  |